# Сільван
Сільван (лат. Silvanus, silva — ліс) — римське божество-охоронць лісів та необроблених земель.

## Опис
Як охоронець лісів, він особливо здійснював контроль над плантаціями та дикорослими деревами. Його також описують як бога, що стежить за полями та землеробами, особливо охороняє кордони полів. Схоже назване Етруське божество Сельванс може бути запозичене від Сільвана або вони можуть бути навіть не пов’язані за походженням.
Сільван також є описаний як божество, що захищає стада великої рогатої худоби, відганяючи вовків та сприяє їхній родючості. Долабелла, сільський інженер про якого відомо дуже мало, стверджував, що Сільван був першим, хто поставив камені для позначення меж полів і тому кожен маєток мав трьох Сільванів
- a Silvanus domesticus (у записах названий як Silvanus Larum і Silvanus sanctus sacer Larum);

- a Silvanus agrestis (також званий як salutaris, буквально «польовий» або «захисник»), якому поклонялися пастухи;

- a Silvanus orientalis  буквально «з сходу», тобто, бог, який керує початком маєтку.

Отже, особі Сільвана часто приписували множину.

## Етимологія
Ім’я Silvānus походить від латинського слова «silva» («ліс»). Це слово є споріднене з латинським словом silvester (дикий, необроблений), silvicola (заселена лісиста місцевість) або silvaticus (з лісів або чагарників). Етимологія слова silva є непевне.

## Атрибути і асоціації

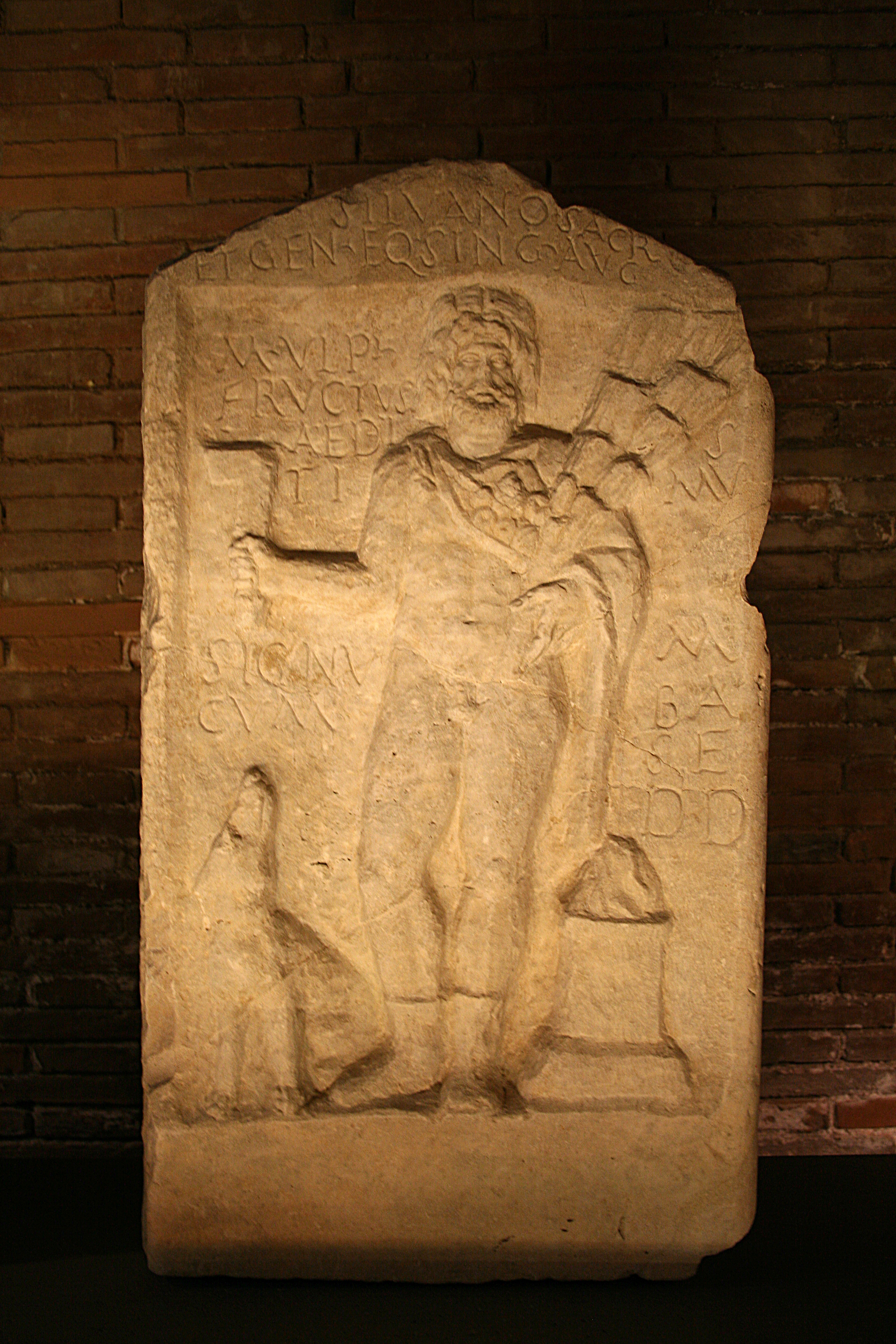
Вівтар прикрашений барельєф із зображенням бога Силуан Капітолійського музею в Ри

Як і інші боги лісів та отар, Сільвана описують як того, який захоплюється музикою; свиріль, або флейта Пана, була для нього священним музичним інструментом, і він є також згаданий разом із Паном та Німфами. Пізніше мислителі навіть ідентифікували Сільвана з Паном, Фавном, Інуєм та Егіпаном. Його також могли асоціювати з італійським Марсом, тому що Като послідовно звертався до нього як до Марса Сільвана. Ці посилання зі сторони Марса пов’язані з його асоціаціями з лісами і галявинами, дає зміст поклоніння Сільвану як тому, що дарував мистецтво лісової війни. Зокрема ритуали ініціації евокатів посилаються на Сільвана як на бога-захисника від набігів на жінок та худобу, можливо зберігаючи елементи ранішого Етруського поклоніння.
В провінціях за межами Італії, Сільван був порівняний із багатьма національними богами.
- Суцелл, Пенін, Сінквас і Теттюс в Галлії та Німеччині.

- Карілій, Коцидій і Вінотонус у Британії. У Романо-Кельтському палаці у Камулодунумі (сучасний Колчестер) було знайдено кілька дощечок які були присвячені Сільвану Калірію.

- Каледік у Іспанії.

- Могіе у Паннонії.

- Селванс у Етрурії (хоча дійсність цієї ідентифікації оскаржується).

- Сіленус, грецький бог, поєднаний з Сільваном у латинській літературі.

- Пан (бог лісів, пасовищ та пастухів), у греко-римській мітології.
- Арістей, бог/покровитель пастухів, врожаю та інших сільськогосподарських мистецтв.

Слов’янським богом, що був схожий на Сільвана був Поревіт.                                                                                                                                                                                                                                      Ксав’є Деламарр припускає, що епітет Callirius  може належати до бретонського теоніму Riocalat(is) (засвідчено в «Cumberland Quarries») і обидва означають «(Бог) З Дикими Конями».

## Поклоніння
Жертви, яких приносили Сільвану містили виноград, колоски, молоко, м’ясо, вино та свиней.
У De Agricultura Като описано жертвоприношення Марсу Сільвану, щоб забезпечити здоров’я худоби; затверджено, що цей зв’язок з землеробством відноситься тільки до праці, яка виконується тільки чоловіками і жінки були вилучені з цього богослужіння. (Порівняно з Бона Деєю, римською богинею, поклоніння якій чоловікам не дозволялось). Вергілій розповідає, що в найдавніші часи Тирренські Пеласги влаштовували Сільвану святкування.

## У літературі
У роботах латинських поетів та митців, Сільван завжди поставав як чоловік старий, але веселий і закоханий у Помону. Віргілій зображає його, як того, що несе стовбур кипарису, про який розповідає наступний міт. Сільван — або Аполлон згідно інших версій — був закоханий у Кипариса і одного разу він випадково вбив свою домашню лань. Через це горе він впав у депресію та помер і перетворився у кипарис.